# Cires-lès-Mello
Cires-lès-Mello település Franciaországban, Oise megyében. Lakosainak száma 3997 fő (2022. január 1.). Cires-lès-Mello Bury, Balagny-sur-Thérain, Blaincourt-lès-Précy, Ercuis, Foulangues, Maysel, Mello, Neuilly-en-Thelle és Ully-Saint-Georges községekkel határos.

## Népesség
A település népességének változása:
| Lakosok száma | 3792 | 3928 | 4029 | 3977 | 3986 | 3996 | 3995 | 3989 | 3997 |
|               | 2013 | 2015 | 2016 | 2017 | 2018 | 2019 | 2020 | 2021 | 2022 |